# 红秆凤丫蕨
红秆凤丫蕨（学名：Coniogramme rubescens）为裸子蕨科凤丫蕨属下的一个种。

## 扩展阅读
- 維基物種上的相關：红秆凤丫蕨